# Hagalunds tvätterimuseum

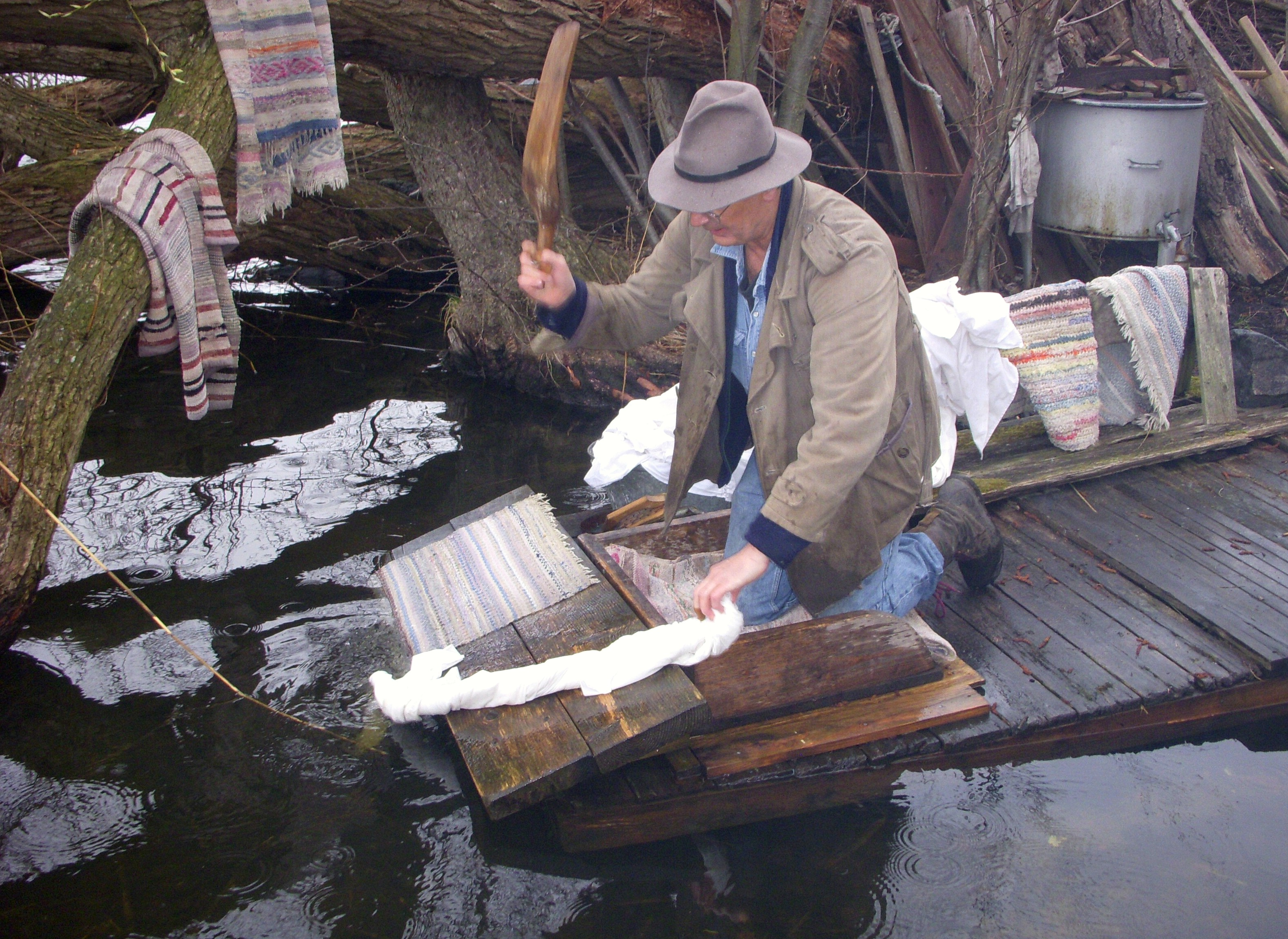
Tvättdemonstration av Olle Magnusson vid tvätterimuseet, april 2012.

Hagalunds tvätterimuseum är ett arbetslivsmuseum som ligger vid Masmovägen 20-22 intill Albysjöns strand i Vårby, Huddinge kommun. Det öppnade 1994 genom huddingekonstnären Olle Magnussons initiativ och var då Sveriges första museum med tvätteri som tema. Museet är inrymt i en tvättarfamiljs torklada från 1906 och intilliggande bostadshus från 1800-talets mitt. Museet drivs av Vårby-Fittja hembygdsförening.

## Historik

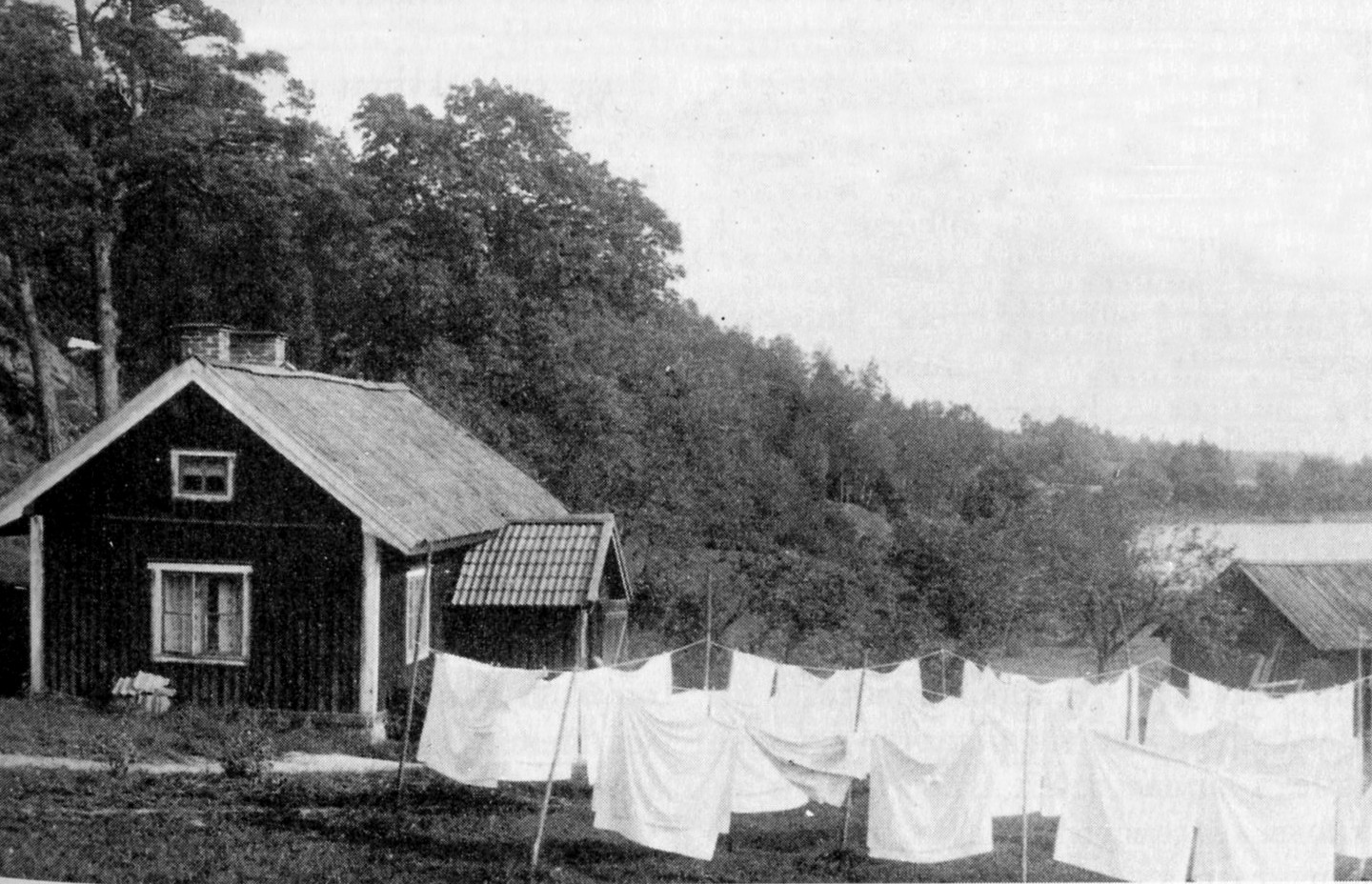
Tvätt utanför torpet Charlottendal vid Mörtsjön.

Under 1800-talets andra hälft fick “tvättmadammerna” i Stockholm konkurrens av tvätterskor utanför staden. För att tjäna en liten extraslant var det vanligt att torparfamiljer och småbrukare på Södertörn tvättade stockholmarnas tvätt. 
I stenstadens strykinrättningar och mangelbodar kunde välställda stadsbor eller deras pigor lämna sin smutstvätt som sedan hämtades av tvättarfamiljer en gång i veckan. Under början av 1900-talet fanns det hundratals sådana små tvätterier på Södertörn som är särskilt rik på sjöar och vattendrag. I dessa små torp hjälpte hela familjen till att gnugga stockholmarnas kläder rena. 
Kring Albysjön och Vårbyfjärden etablerades så småningom även stora ångtvättar med många anställda. Bygdens torparflickor och statarjäntor blev där till tvätterskor. Även utanför torpet Charlottendal vid Mörtsjön torkade stockholmarnas tvätt i vinden ännu på 1920-talet. Kulmen på Södertörns tvättepok inträffade under andra världskriget. I gula fabriksbyggnaden på andra sidan Masmovägen fanns "AB Tvättjänst". Under 1950-talet blev det allt vanligare med  privata tvättmaskiner i villan och tvättstugor i flerbostadshusen. Dagens större tvätterier har främst företagskunder som hotell, restauranger och sjukhus.

## Museet

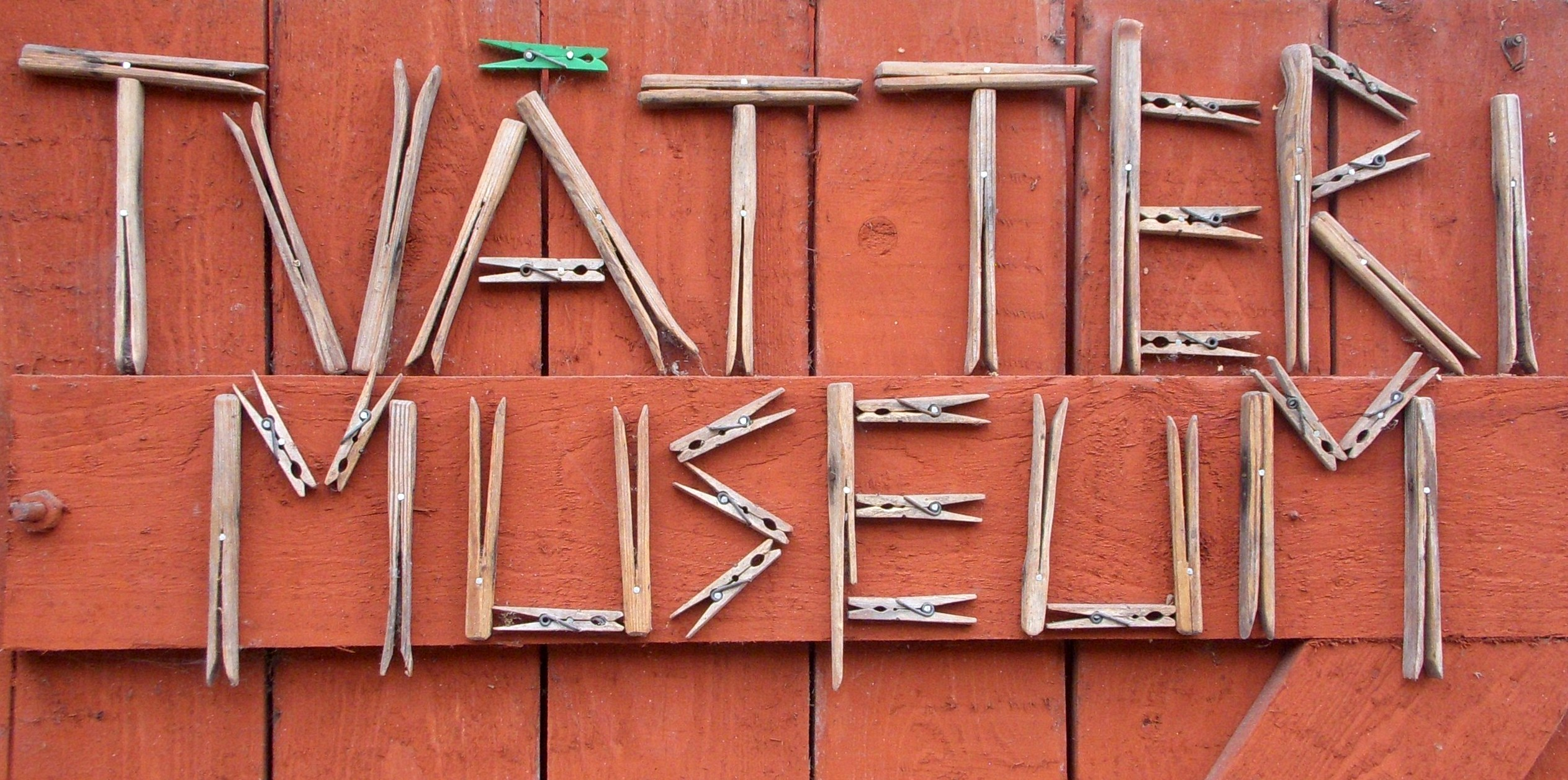
Museets klädnypsskylt.

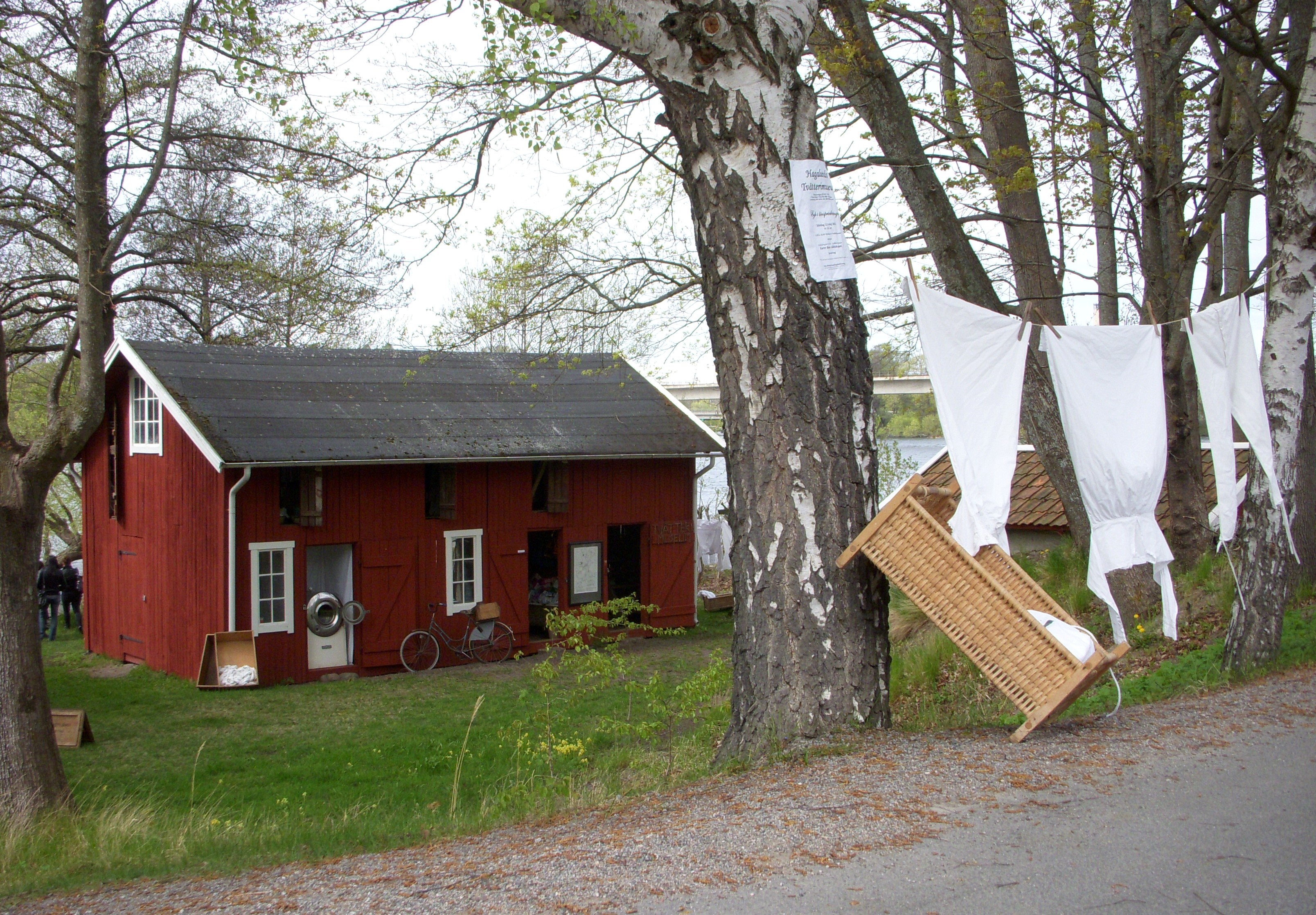
Hagalunds tvätterimuseum i tidigare torkladan.

Det första kända familjetvätteriet i Vårby-Fittjatrakten fanns i byggnaderna för nuvarande Hagalunds tvätterimuseum. Hit kom tvättarfamiljen August Wilhelm och Sofia Charlotta Johansson i början av 1900-talet. De åkte med häst och vagn in till Stockholm där de hämtade smutstvätten och sedan tillbaka igen med den rena tvätten.
År 1906 uppfördes torkladan medan de båda bostadshusen byggdes redan vid mitten av 1800-talet. Torkladans fasader har öppningsbara luckor för att åstadkomma tvärdrag och luftcirkulation. Att tvätta var ett hård och smutsigt arbete och särskild krävande på vintern. Tvätteriverksamheten vid Hagalund upphörde på 1920-talet.
I och intill torkladan finns sedan 1994 Hagalunds tvätterimuseum och i den intilliggande Röda stugan utvidgas för närvarande (2012) verksamheten med bland annat en omfattande strykjärnssamling. Under öppettider demonstreras vid stranden hur tvätt av kläder, trasmattor och andra textiler kunde gå till kring sekelskiftet 1900. I tvättarbostaden, den ljusa huvudbyggnaden, har Vårby-Fittja hembygdsförening sina föreningslokaler och servering inklusive kulturprogram vid öppethållande i museet. Tvätterimuseet håller vanligtvis öppet med servering en söndag per månad under vår och höst. Initiativtagare till och föreståndare för Hagalunds tvätterimuseum är konstnären och författaren Olle Magnusson.

## Bilder

Visning
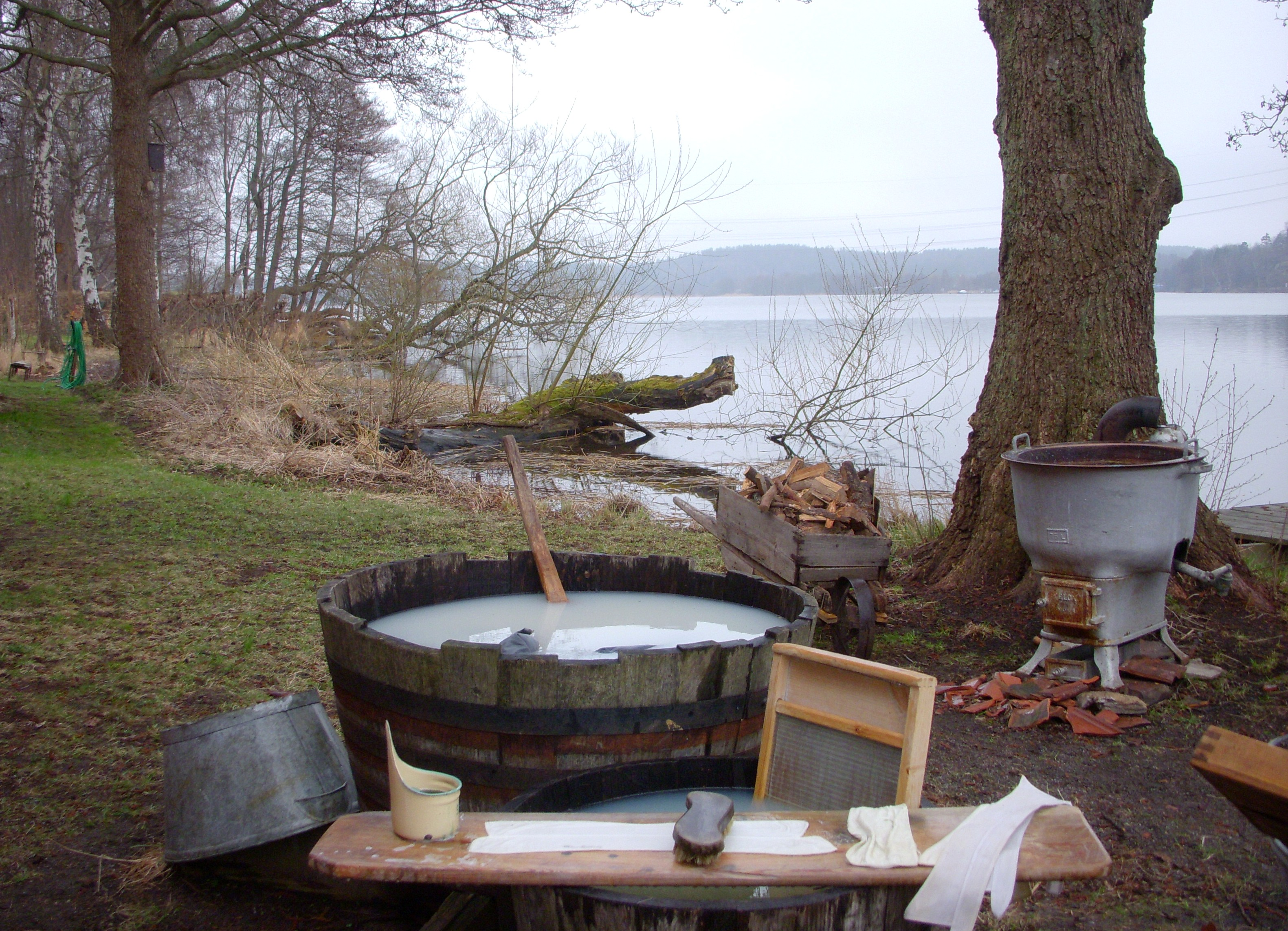
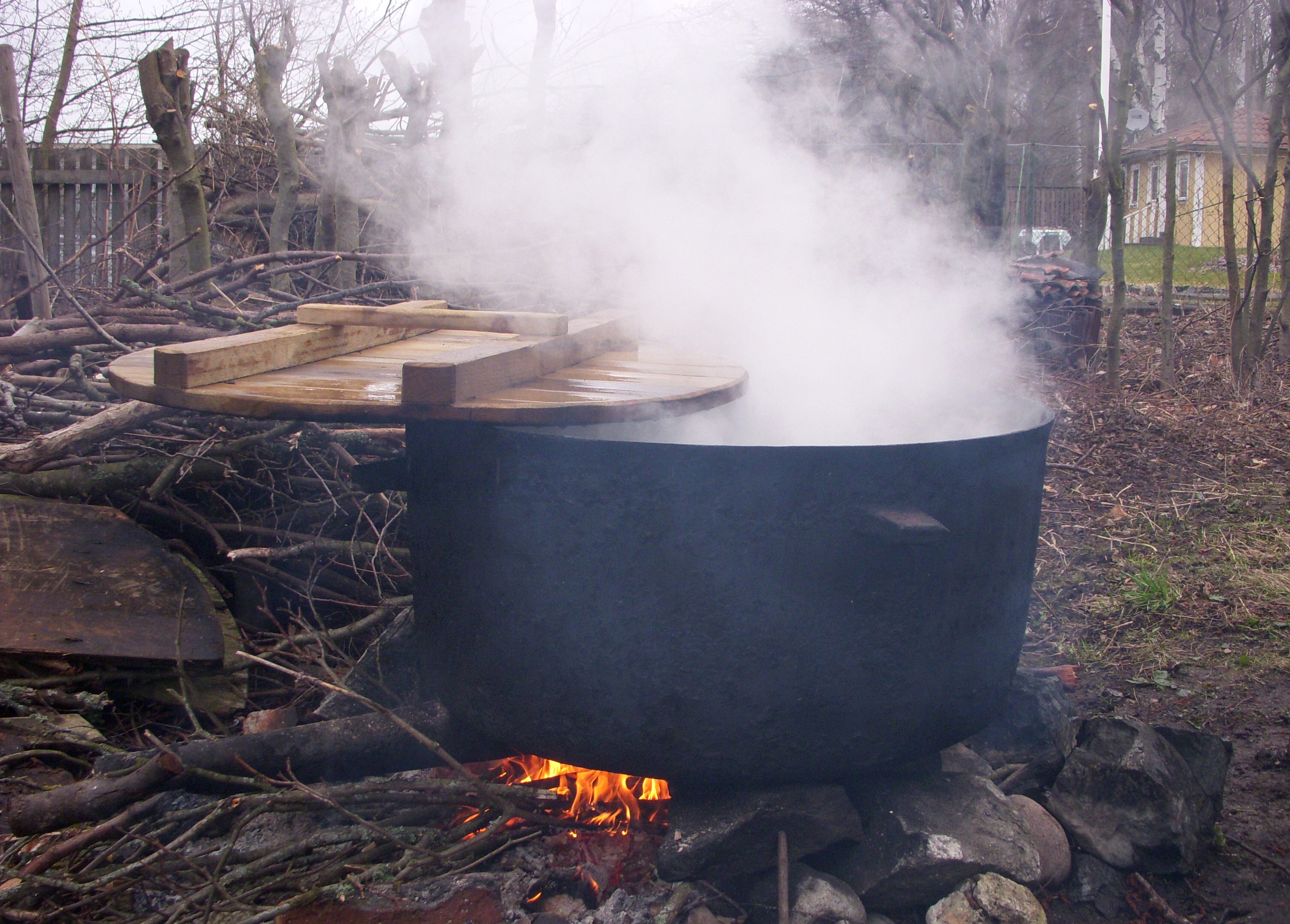
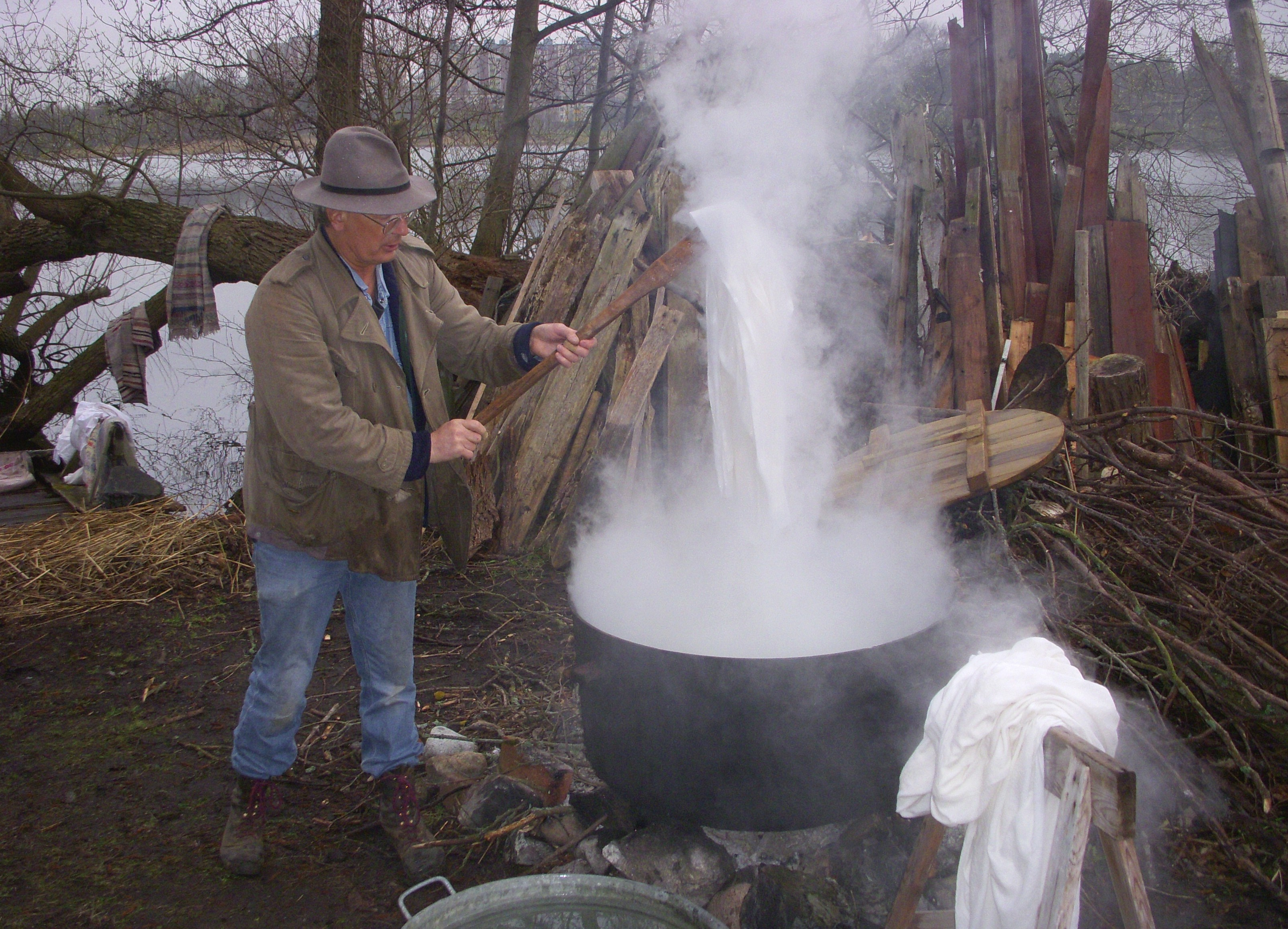
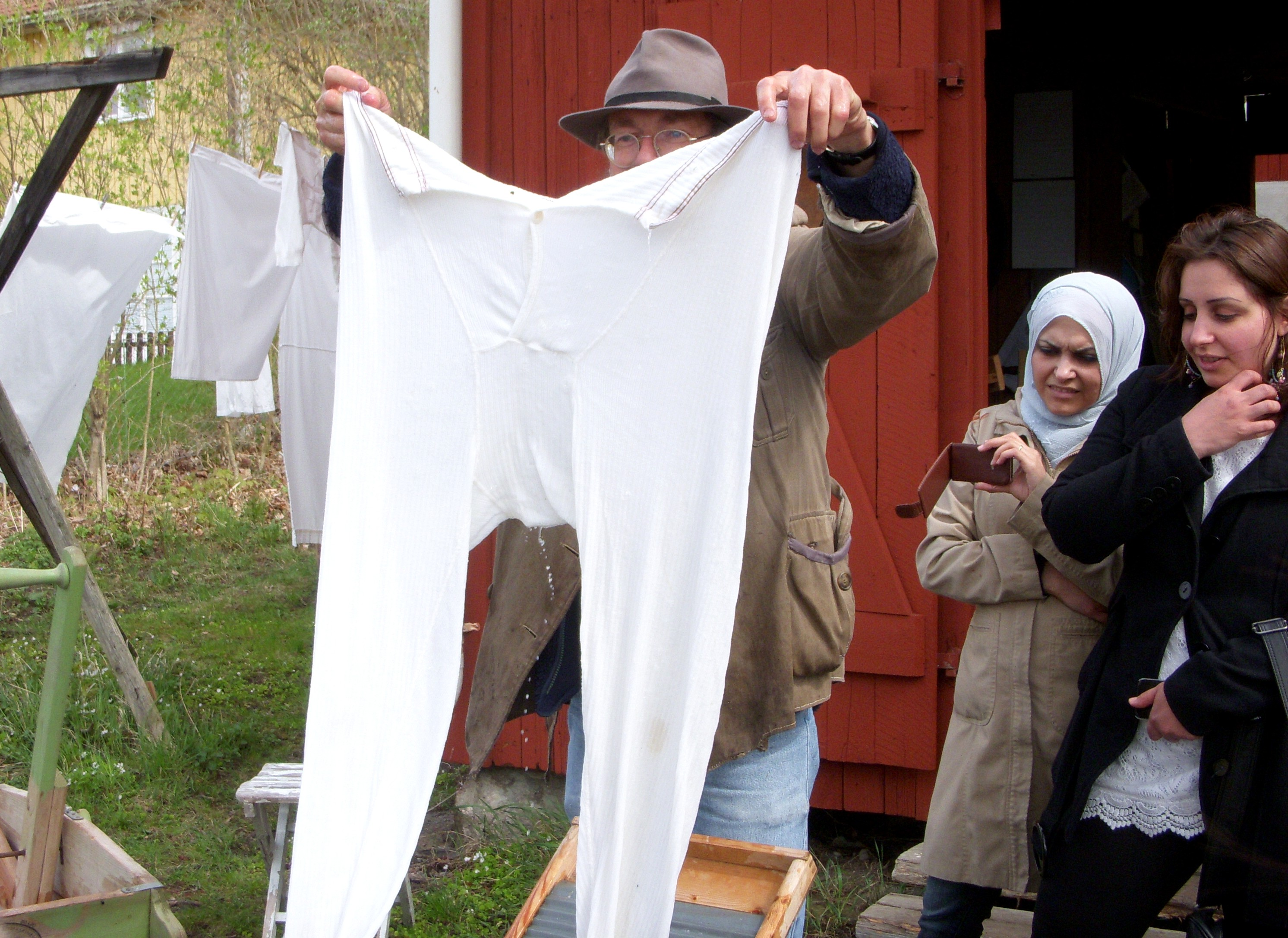

Samlingar
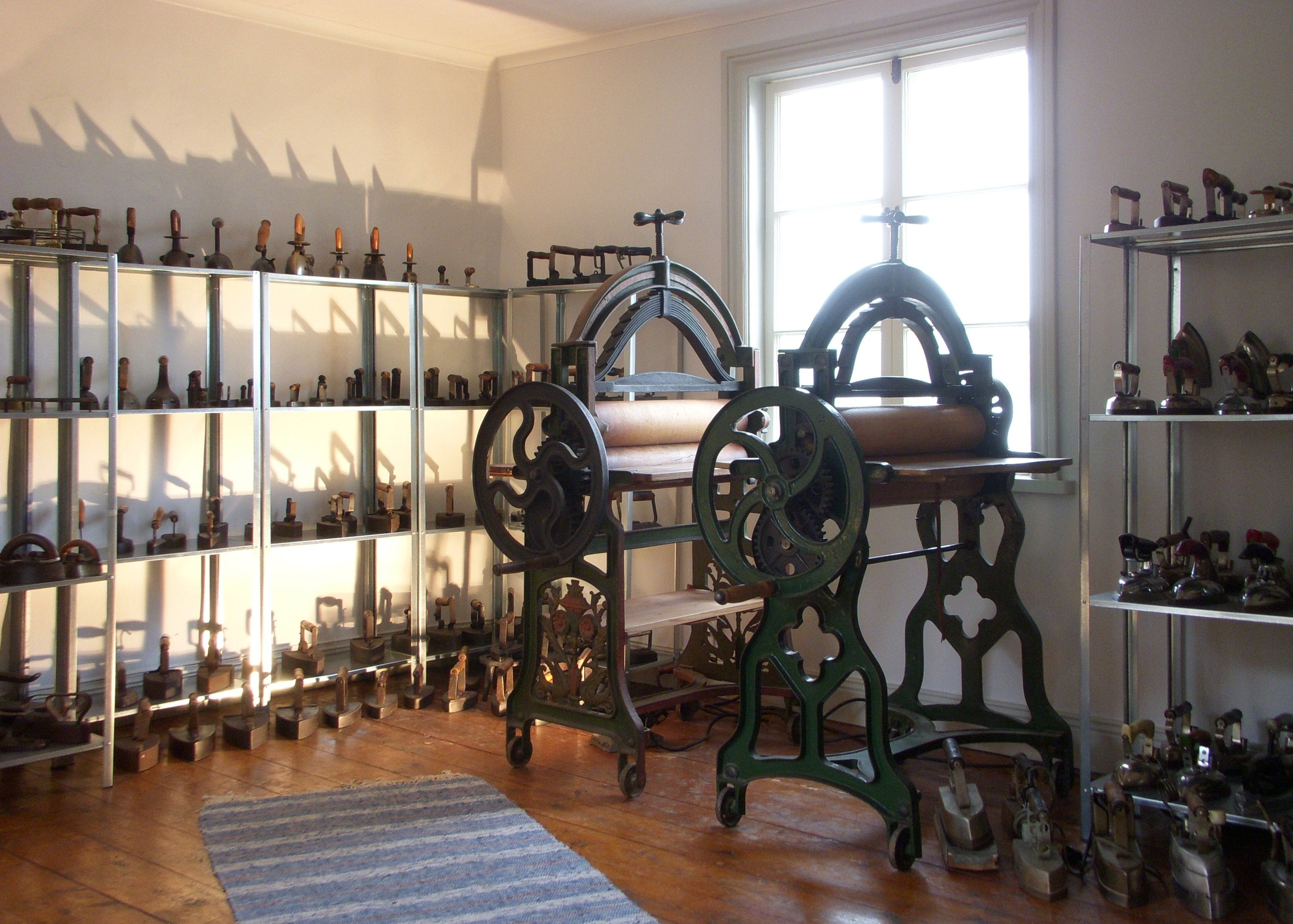
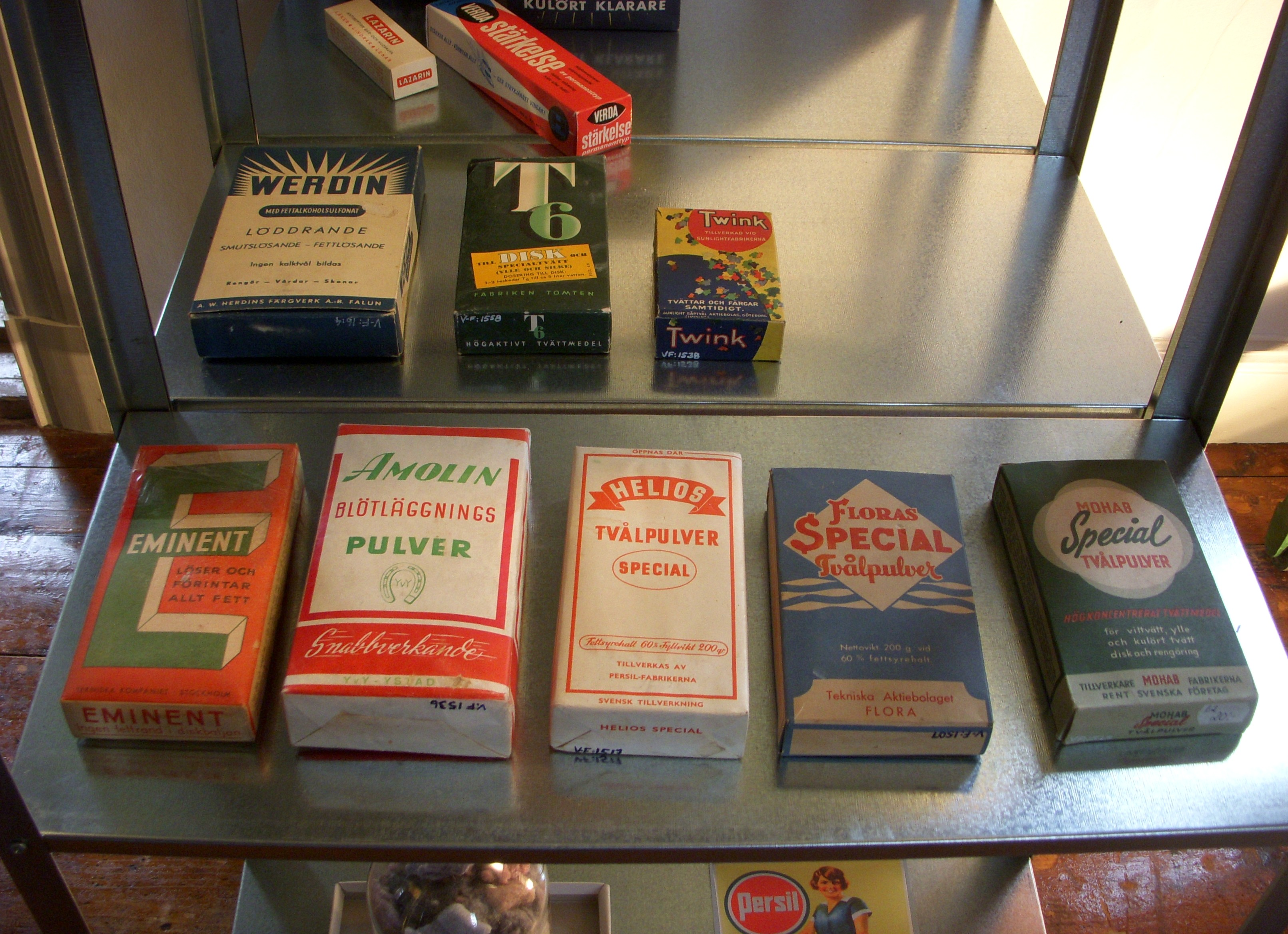
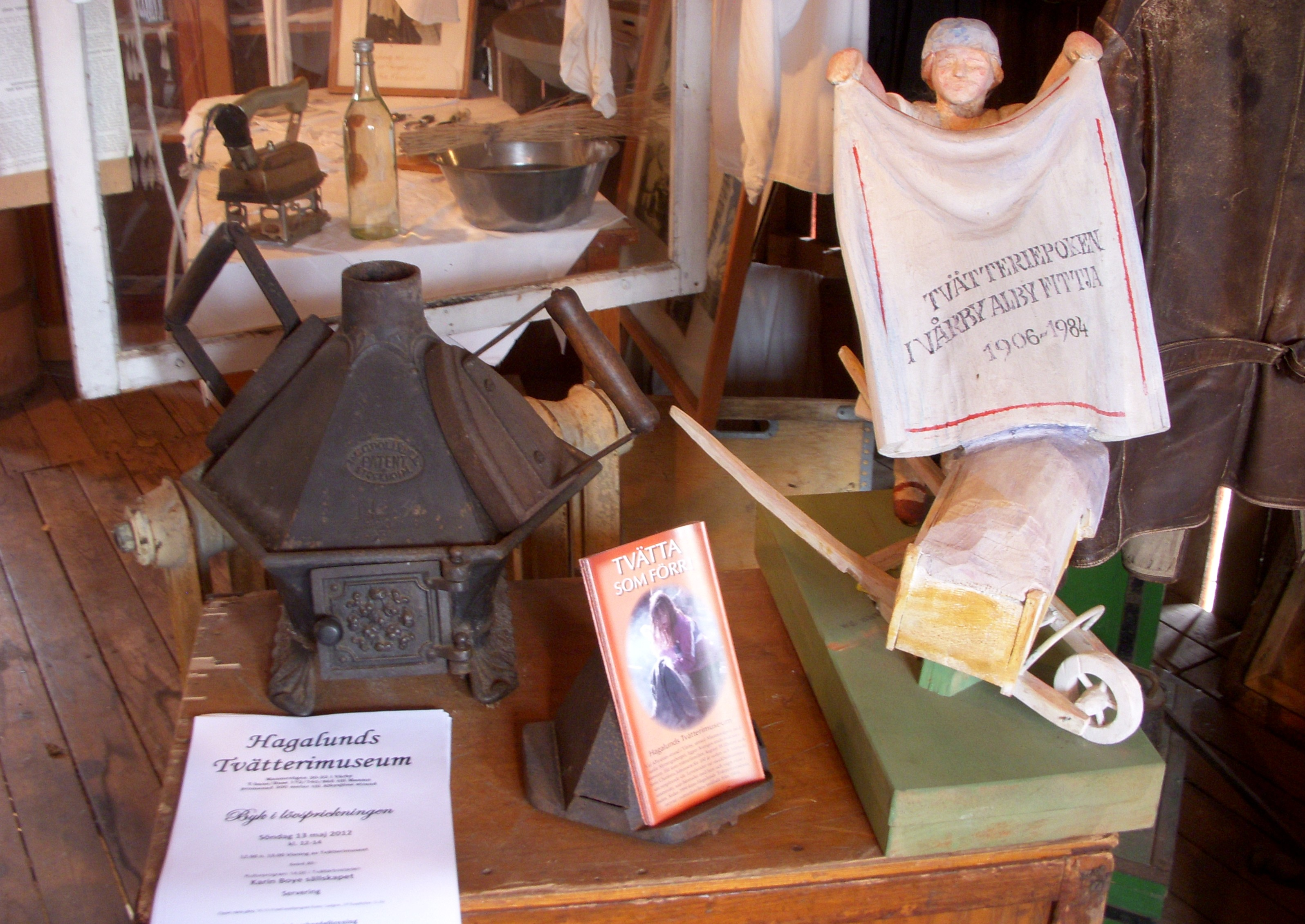
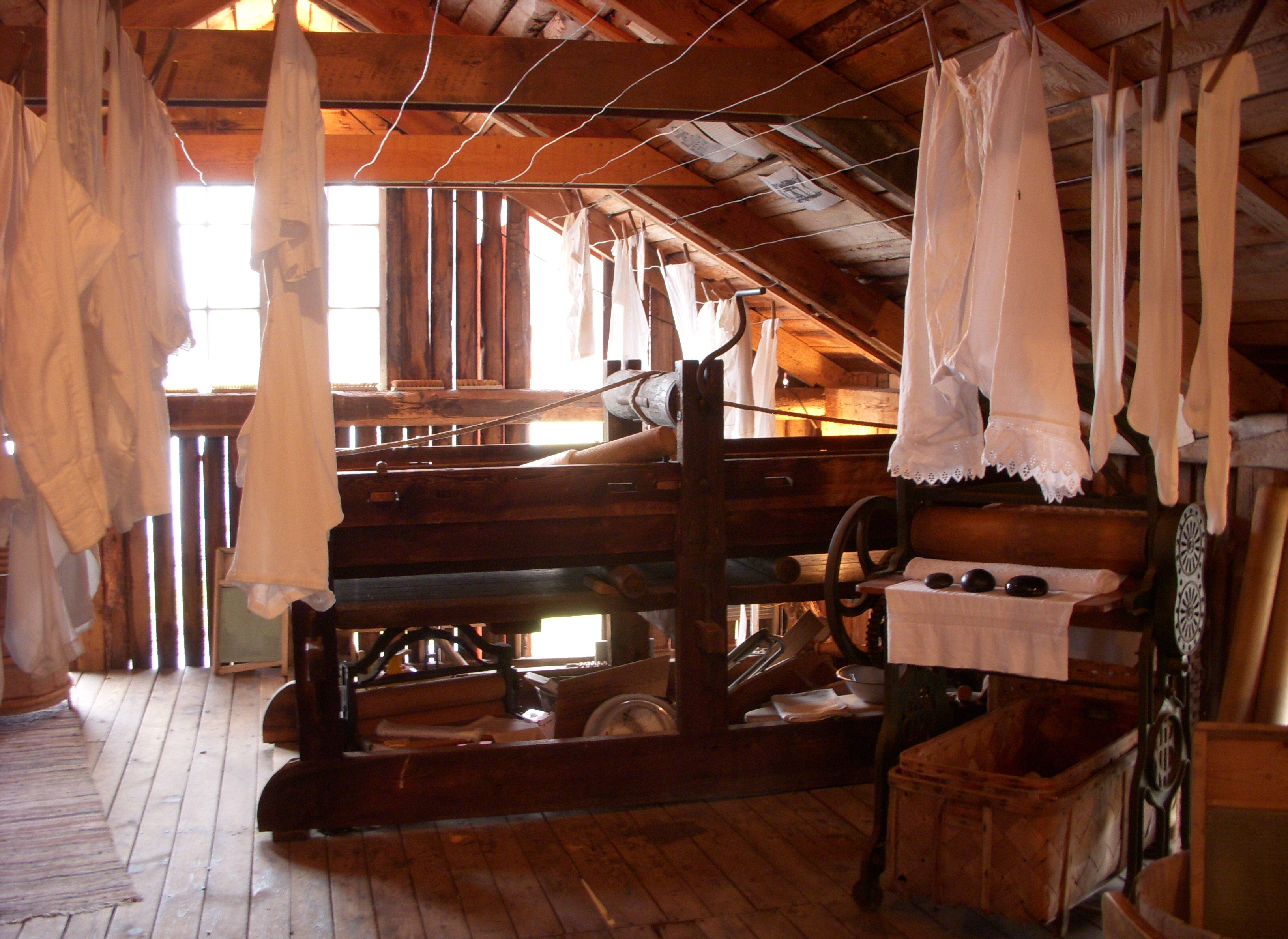